# Référendums liechtensteinois de 1973
Trois référendums ont lieu au Liechtenstein en 1973. Le premier le 11 février et les deux suivants le 14 octobre.

## Référendum de février

### Contenu
Le référendum porte sur l'extension du droit de vote aux femmes.

### Contexte
Il s'agit d'un référendum facultatif d'origine parlementaire : le Landtag décide de soumettre à la votation populaire le projet d'amendement constitutionnel des articles 29 et 110bis voté à l'unanimité le 18 décembre 1972 dans le cadre de l'article 66 de la constitution et de l'article 111 sur les amendements constitutionnels.
En 1968, les Liechtensteinois se prononcent sur le suffrage féminin lors d'une consultation populaire non contraignante. Les votes des hommes et des femmes sont décomptés séparément, et les premiers se prononcent à 60 % contre tandis que les secondes ne sont qu'à peine plus de 50 % à se prononcer pour.
Deux ans plus tard la coalition du Parti progressiste des citoyens et de l'Union Patriotique soumet au parlement un projet d'amendement de l'article 29 de la constitution introduisant le suffrage féminin et le propose à la votation populaire via un référendum facultatif. La population masculine, seule pouvant légalement voter, rejette l'amendement à près de 56 % des voix.

### Résultats
| Choix                                 | Votes | %     |
| ------------------------------------- | ----- | ----- |
| Pour                                  | 1 675 | 44,07 |
| Contre                                | 2 126 | 55,93 |
| Votes blancs et invalides             | 55    | –     |
| Total                                 | 3 856 | 100   |
| Inscrits/Participation                | 4 483 | 86,01 |
| Source: Démocratie Directe (Allemand) |       |       |

Le suffrage féminin sera finalement adopté par référendum onze ans plus tard.

## Premier référendum d’octobre

### Contenu
Il s'agit d'un référendum portant sur une nouvelle loi électorale et la mise en place d'un système de Vote préférentiel lors des élections législatives, celles-ci ayant lieu au scrutin de liste proportionnel.

### Contexte
Il s'agit d'un référendum facultatif d'origine parlementaire : face à l'opposition d'une partie de la coalition gouvernementale le Landtag décide de soumettre le projet de loi voté le 17 juillet 1973 à la votation populaire dans le cadre de l'article 66 de la constitution.
Le projet de loi permet aux électeurs de choisir les candidats sur la liste du parti pour lequel il souhaite voter en les classant par ordre de préférence. Auparavant, les électeurs ne pouvait que voter pour une liste et indiquer quel candidat dans cette liste ils préféraient.

### Résultats
| Choix                                 | Votes | %     |
| ------------------------------------- | ----- | ----- |
| Pour                                  | 1 705 | 55,83 |
| Contre                                | 1 349 | 44,17 |
| Votes blancs et invalides             | 276   | –     |
| Total                                 | 3 330 | 100   |
| Inscrits/Participation                | 4 528 | 73,54 |
| Source: Démocratie Directe (Allemand) |       |       |

Le système de vote est appliqué pour la première fois lors des Élections législatives liechtensteinoises de 1974.

## Deuxième référendum d’octobre

### Contenu
Le référendum porte sur la mise en place d'un seuil électoral de 8 % aux élections législatives.

### Contexte
Il s'agit d'un référendum facultatif d'origine parlementaire : le Landtag décide de soumettre à la votation populaire le projet de loi voté à l'unanimité le 17 juillet 1973, dans le cadre de l'article 66 de la constitution et de l'article 111 sur les amendements constitutionnels.
Depuis les Élections silencieuses de 1939 et jusqu'en 1963 les élections au Landtag ont lieu avec un seuil électoral de 18 %.
Lors des élections législatives de 1962, le Parti Social Chrétien échoue à remporter un siège en ne rassemblant que 10,1 % des suffrages, ce qui provoque la déposition d'un recours auprès de la Cour Constitutionnelle. Cette dernière annule la même année le seuil de 18 % de la loi électorale, le jugeant inconstitutionnel.
En 1972 un référendum proposant la mise en place d'un seuil identique de 8 % ainsi que l'augmentation du nombre de sièges au Landtag est rejeté par la population.

### Résultats
| Choix                                 | Votes | %     |
| ------------------------------------- | ----- | ----- |
| Pour                                  | 2 086 | 68,33 |
| Contre                                | 987   | 31,67 |
| Votes blancs et invalides             | 264   | –     |
| Total                                 | 3 337 | 100   |
| Inscrits/Participation                | 4 528 | 73,70 |
| Source: Démocratie Directe (Allemand) |       |       |

Le seuil électoral est appliqué pour la première fois lors des Élections législatives liechtensteinoises de 1974.